# Carinatodorcadion aethiops
Carinatodorcadion aethiops је врста инсекта из реда тврдокрилаца (Coleoptera) и породице стрижибуба (Cerambycidae). Сврстана је у потпородицу Lamiinae.

## Распрострањеност
Врста је распрострањена на подручју централне Европе, Украјине и Балканског полуострва. У Србији је честа врста. 

## Опис
Тело је потпуно црно. Мужјаци су издужени, цилндрични, црни са слабим сјајем. Понекад је на глави, пронотуму и елитронима уска сутурална врпца, беличасто томентирана. Антене мало прелазе средину елитрона, а на њиховом првом чланку су кратке усправне длаке. Код женки су антене нешто краће. Пронотум је попречан, са стране је кратак а туп трн. Дужина тела је од 17 до 26 mm.
- трнови на пронотуму
- антена

## Биологија
Животни циклус траје годину дана. Ларве живе слободно у земљи на корену трава и житарица. Адулти су активни од априла до јула, обично се налазе на земљи поред бусења биљке домаћина.

## Галерија
- одрасла јединка
- парење
- парење
- одрасла јединка

## Синоними
- Cerambyx aethiops Scopoli, 1763
- Dorcadion (Carinatodorcadion) aethiops (Scopoli, 1763)
- Dorcadion (Autodorcadion) aethiops (Scopoli, 1763)